# Amplada espectral
En telecomunicacions, l'amplada espectral és l'interval de longitud d'ona sobre el qual la magnitud de tots els components espectrals és igual o superior a una fracció especificada de la magnitud del component que té el valor màxim.
En les aplicacions de comunicacions òptiques, el mètode habitual d'especificar l'amplada espectral és l'amplada total a la meitat del màxim. Aquesta és la mateixa convenció que s'utilitza en l'amplada de banda, definida com el rang de freqüències en què la potència baixa en menys de la meitat (com a mínim -3 dB).
El mètode FWHM pot ser difícil d'aplicar quan l'espectre té una forma complexa. Un altre mètode d'especificar amplada espectral és un cas especial de la desviació de l'arrel quadràtica mitjana, on la variable independent és la longitud d'ona, λ, i f (λ) és una quantitat radiomètrica adequada.
L'amplada espectral relativa, Δλ/λ, s'utilitza amb freqüència on Δλ s'obté d'acord amb la nota 1, i λ és la longitud d'ona central.